# Sant'Angelo a Fasanella
Sant'Angelo a Fasanella er en by i Campania, Italien med 500 (2023) indbyggere.